# Ерихтоний
Ерихтоний (на старогръцки: Ἐριχθόνιος, Erichthonios, Erichthonius, Erechtheus I) е митологичен ранен владетел на град Атина (1487/5 – 1437/6 пр.н.е.).
Той е син на Хефест и Гея. Според Библиотеката на Аполодор, майка му е Атида, дъщерята на Кранай. Овидий го нарича prolem sine matre creatam, „без майка създаден“.

## Легенда
Според легендата, той бил роден от Гея и отгледан от богинята Атина. Ранните сведения за него се смесват с тези за внука му Ерехтей. Но след IV век пр. Хр. двамата са напълно разграничени.
Според разказа на Аполодор, когато Атина отишла при куция бог на занаятите Хефест, в неговата ковачница, за да ѝ изкове той някакво оръжие, се случило следното: Хефест се влюбил в Атина и опитал да я прелъсти. Тя отказала да се раздели с девствеността си. Последвал опит за насилие, богинята побягнала, а куцият бог не успявайки да я настигне, само я опръскал със семето си. С отвращение, тя избърсала капките с парче вълнен плат и го захвърлила на земята. От това парче, обаче Гея, земята, заченала и родила момче – Ерихтоний. Атина взела детето и го сложила в кутия.
Тя дала тази кутия на Херза, Пандроза и Аглавра, трите дъщери на Кекропс, царят на Атина, и им поръчала да се грижат за нея, без да я отварят. Изпълнени с любопитство, сестрите отворили кутията и били ужасени от видяното. В кутията имало дете, обвито от змия или дете на половината човешко същество, на половината змия. След това те полудели и се хвърлили от скалите на Атинския акропол. В друга версия били убити от змията.
В друга версия на мита, се разказва, че след като оставила кутията с детето на трите дъщери на Кекропс, Атина отишла да вземе хълм от планината Палене, за да го използва за Акропола. Когато сестрите отворили кутията един гарван ги видял и долетял при Атина да ѝ каже. Тя, вбесена, захвърлила хълма и после отишла да накаже сестрите. Този хълм и сега стои там, където го е оставила богинята – това е хълмът Ликавитос в град Атина.
Когато пораснал, Ерихтоний отстранил от трона Амфиктион, който го взел от Кранай дванадесет години по-рано. Оженил се за наядата Пракситеа и от нея имал син Пандион I. Атина горещо го поддържала. Той устроил в нейна чест Панатинейските игри и поставил на Акропола нейно дървено изображение. Според легендата, той научил поданиците си да яздят коне, да ги впрягат в колесница, да обработват сребро и да орат земята с плуг. Според някои Ерихтоний измислил колесницата. Според други това направил още преди него Кекропс, защото бидейки с половин змийско тяло, нямало как да се придвижва по земята. Той е убит от Посейдон и на небето става съзвездието Колар. Погребан е в Светилището на Атина на Акропол, който след това се нарича Ерехтейон.
Бил наследен от сина си Пандион. Олицетворяван е като змия и е бил изобразен в голямата статуя на Фидий в Партенона на Атина като змията до нея.